# انگوب

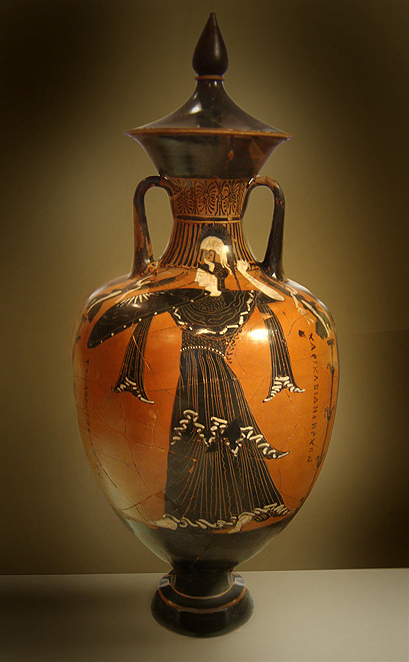
انگوب

انگوب (زیرلعاب) به دوغاب رس یا انواع دیگر خاکها و مواد مورد استفاده در تولید سرامیک گفته می‌شود که جهت پوشش بدنهٔ سفالینه یا سرامیک به کار می روند.

## علل استفاده از انگوب
لایهٔ نازک انگوب، حد واسط لعاب و بدنه است که برای رفع عیوبی همچون رنگ نامطلوب بدنه، اصلاح مشکل ضریب انبساط حرارتی لعاب یا بدنه، ممانعت از واکنشهای مزاحم بین بدنه و لعاب و افزایش قدرت چسبندگی لعاب بر بدنه مورد استفاده قرار می گیرد.